# Лапин, Александр Иосифович
Александр Иосифович Лапин (17 мая 1945, Москва — 25 октября 2012) — советский и российский фотограф, исследователь фотографии, критик, педагог.

## Биография
Работал фотографом в разных организациях.
С 1979 по 1983 преподавал в заочном народном университете искусства (ЗНУИ).
Организовал «Студию художественной фотографии» в Доме Культуры МГУ (1985-87 г.). В МГУ провёл «Первую московскую молодёжную выставку»(1986), затем выставку Игоря Мухина (1987), за проведение выставки был уволен.
С 1992 по 1997 годы член комиссии по государственным премиям в области изобразительного искусства при Президенте Российской Федерации, эксперт по фотоискусству.
Как фотограф участвовал во многих выставках (Россия, Германия, Швеция, Дания, Финляндия, Франция, Швейцария, Америка, Англия), провел 5 персональных выставок в различных странах. Работы находятся в коллекциях в ГМИИ им. А. С. Пушкина, галерее Галерее искусства Коркоран в Вашингтоне, музее «Файн Арт» в Бостоне, в частных собраниях и галереях.

Где рождается фотография? Не внутри же моего «Никона» Свет встречается с Тенью, чтобы появилось черно-серо-белое нечто, что будет волновать потом если не всех, то многих. Вот известно, великая музыка создается на небесах, а стихи пишутся кровью. Но какие небеса, откуда кровь? Фотография — это сама жизнь.
— Александр Лапин, "ФОТОГРАФИЯ КАК..."
В 2003 году у Александра Лапина выходит первое издание книги «Фотография как…», которое быстро становится бестселлером. В книге рассматриваются теория чёрно-белой документальной фотографии, законы фотокомпозиции, психология восприятия фотографии. Идёт разбор принципа оценки и анализа фотоизображений.
В 2006 году выходит вторая книга: «Плоскость и пространство, или Жизнь квадратом».
В 2009 году в Цехе Белого на Винзаводе компания Epson и Leica представили выставку «Школа Лапина», на которой экспонировалось более 300 фоторабот самого Александра Лапина, а также его учеников (Г. Бодрова и др.).
Преподавал в МГУ имени М. В. Ломоносова на факультете журналистики (фотокомпозиция и бильдредактирование, основы дизайна).

## Книги Александра Лапина
- Александр Лапин. «Плоскость и пространство, или Жизнь квадратом» Издательство Treemedia. 2017
- Александр Лапин. «Фотография как…» (второе издание) Издательство Treemedia. 2003—2015 гг.

## Персональные выставки
- 1985 — «Александр Лапин. Фотографии». «Малая Грузинская, 28», Москва.
- 1986 — «Александр Лапин». Ottersberg, Germany.
- 1989 — «Александр Лапин». Музей Вадима Сидура, Москва.
- 2013 — «Выставка фотографий Александра Лапина», Музей и общественный центр имени А. Д. Сахарова, Выставочный зал центра Документальной фотографии «FOTODOC». Москва.
- 2014 — «Александр Лапин. УСКОЛЬЗАЮЩЕЕ ВРЕМЯ». Манеж. В рамках Десятого московского международного месяца фотографии в Москве «Фотобиеннале 2014»

## Групповые выставки
- 1987 «Group Show», Oxford, UK
- 1987 «Group Show», Bratislava, Czechoslovakia.
- 1988 «Group Show», Helsinki, Finland 1988, «Contemporary Soviet Photography». Museut for Foto Kunst, Odense, Denmark.
- 1988 «Say Cheese!». Soviet Photography 1968—1988". Париж.
- 1991 «Changing Reality», Corcoran Gallery of Art, Washington, USA.
- 2017 « Subjective Objective: A Century of Social Photography». Zimmerli Art Museum. The State University of New Jersey, USA
- 2017 «Red Horizon — Contemporary Аrt and Photography in the USSR and Russia, 1960—2010». The Columbus Museum of Аrt, USA

## Работы представленные в книгах
- Taneli Escola & Hannu Eerikainen «Toisinnakijat» (Инаковидящие") Helsinki. 1988
- Wiktor Misiano. «Die zeitgenossische Photographie in der Sowjetunion», Edition Stemmle. 1988
- «Say Cheese!», Soviet Photography 1968—1988 Editions du Comptoir de la Photographie. 1988
- L. Bendavid-Val «Changing Reality. Recent Sowiet Photography», Starwood pub., USA. 1991
- «Uber die grosen Stadte» Bildende Kunst, (NGBK). 1993.
- Evgeny Berezner, Irina Chmyreva, Natalia Tarasova and Wendy Watriss. «Contemporary Russian Photography», FotoFest 2012 Biennial Houston. 2012
- «Red Horizon — Contemporary Аrt and Photography in the USSR and Russia, 1960—2010». The Columbus Museum of Аrt, USA. 2017
- «SUBJECTIVE OBJECTIVE. A Century of Social Photography», Munich, Hirmer. 2017
- Ольга Свиблова. РОССИЯ. ХХ ВЕК В ФОТОГРАФИЯХ: 1965—1985. МДФ/МАММ. 2017